# میدل تاون (نیویورک)
میدل تاون (به انگلیسی: Middletown) شهری در شهرستان اورنج ایالت نیویورک است که در سرشماری سال ۲۰۱۰ میلادی، ۲۸۰۸۶ نفر جمعیت داشته است. میدل تاون، به‌طور رسمی در تاریخ ۱۸۸۸ میلادی به‌عنوان یک شهر شناخته شد.